# Tasius

La Tauride et les principales colonies grecques.

Tasius ou Tasios (en grec : Τάσιος) est le nom d'un roi des Roxolans, peuplade sarmate qui habitait au IIe siècle av. J.-C. les plaines situées entre le Tánaïs et le Borysthenês, au nord de la mer Noire.
Cité par le géographe grec Strabon, Tasius s'allia au roi scythe Palacus pour envahir la Tauride (l'actuelle Crimée) mais fut sévèrement battu par Diophantus, général de Mithridate VI, roi du Pont ; les cinquante mille hommes qui composaient son armée furent presque tous taillés en pièces.
« Quoique les Roxolans passent pour de très bons guerriers, les cinquante mille hommes qui composaient l'armée de Tasius ne purent tenir contre les soixante mille que commandait Diophante, général de Mithridate ; presque tous furent taillés en pièces ; ce qui ne doit point surprendre car quelque brave que soit un peuple barbare et armé à la légère, il ne saurait tenir contre des soldats cuirassés et disciplinés. Les cuirasses des Roxolans, leurs casques et leurs boucliers sont en cuir de bœuf, leurs armes sont l'épée, la lance et l'arc. »
— Jan Potocki, Julius Klaproth, Voyage dans les steppes d'Astrakan et du Caucase.

## Sources
- Strabon, Géographie.